# Caldwell Township (Missouri)
Pour les articles homonymes, voir Caldwell Township.
Caldwell Township est un township du comté de Callaway dans le Missouri, aux États-Unis,. En 2010, sa population s'élève à 438 habitants. Le township est fondé en 1883  et baptisé en référence à une famille locale.

## Source de la traduction
- (en) Cet article est partiellement ou en totalité issu de l’article de Wikipédia en anglais intitulé « Caldwell Township, Callaway County, Missouri » (voir la liste des auteurs).